# Gare d'Astenet
La gare d'Astenet est une ancienne gare ferroviaire de la ligne 37, de Liège-Guillemins à Hergenrath (frontière) située à Astenet, section de la commune de Lontzen, faisant partie de la communauté germanophone de Belgique, en Région wallonne, dans la province de Liège.

## Situation ferroviaire
La gare d'Astenet était établie au point kilométrique (PK) 42,4 de la ligne 37, de Liège-Guillemins à Hergenrath (frontière) entre la gare d'Herbesthal (fermée) et celle d'Hergenrath.

## Histoire
La date de création d'une gare à Astenet reste méconnue.
Alors située en territoire prussien, la ligne d'Aix-la-Chapelle à Herbesthal (frontière belge) est livrée à l'exploitation le 15 octobre 1843 par la Compagnie des chemins de fer rhénans. À partir du 24 octobre elle devient un axe international, relié à la ligne vers Liège, Malines et Bruxelles. La compagnie de Rhénanie est par la suite absorbée par les Chemins de fer d'État de la Prusse (KPEV).
Le traité de Versailles a pour conséquence le rattachement à la Belgique d'une série de cantons, provoquant le report de la frontière au-delà de Hergenrath. Astenet est désormais gérée par les Chemins de fer de l’État belge (SNCB à partir de 1926) bien que, jusqu'à la fin de la traction à vapeur, le relai entre locomotives belges et allemande s'effectue toujours à Herbesthal, tout comme le contrôle des passeports et la douane pour les marchandises.
Les trains de voyageurs omnibus entre Herbesthal et la frontière, pour lesquels un contrôle douanier spécifique était nécessaire, finissent par être remplacés par des bus en 1957.
Le massif bâtiment de la gare, de type prussien, a été détruit en 1976.